# Бектышское сельское поселение
Бектышское се́льское поселе́ние — муниципальное образование в Еткульском районе Челябинской области Российской Федерации. В рамках административно-территориального устройства муниципальное образование  соответствует административно-территориальной единице Бектышский сельсовет.
Административный центр — посёлок Бектыш.

## История
Статус и границы сельского поселения установлены Законом Челябинской области от 16 ноября 2004 года № 310-ЗО «О статусе и границах Еткульского муниципального района и сельских поселений в его составе».

## Население
| 2002 | 2010 | 2011 | 2012 | 2013 | 2014 | 2015 |
| ---- | ---- | ---- | ---- | ---- | ---- | ---- |
| 733  | ↗865 | →865 | ↗901 | ↗925 | ↗934 | ↘924 |
| 2016 | 2017 | 2018 | 2019 | 2020 | 2021 |      |
| ↘921 | ↗924 | ↘897 | ↘887 | ↘876 | ↗890 |      |

## Состав сельского поселения
| № | Населённый пункт | Тип населённого пункта          | Население |
| - | ---------------- | ------------------------------- | --------- |
| 1 | Бектыш           | посёлок, административный центр | ↗890      |